# Pabellón de Hielo de Jaca
Ледовый Павильон Хака (исп. Pabellón de Hielo de Jaca) — ледовая арена в испанском городе Хака. Домашняя арена команды ХК Хака.

## Описание

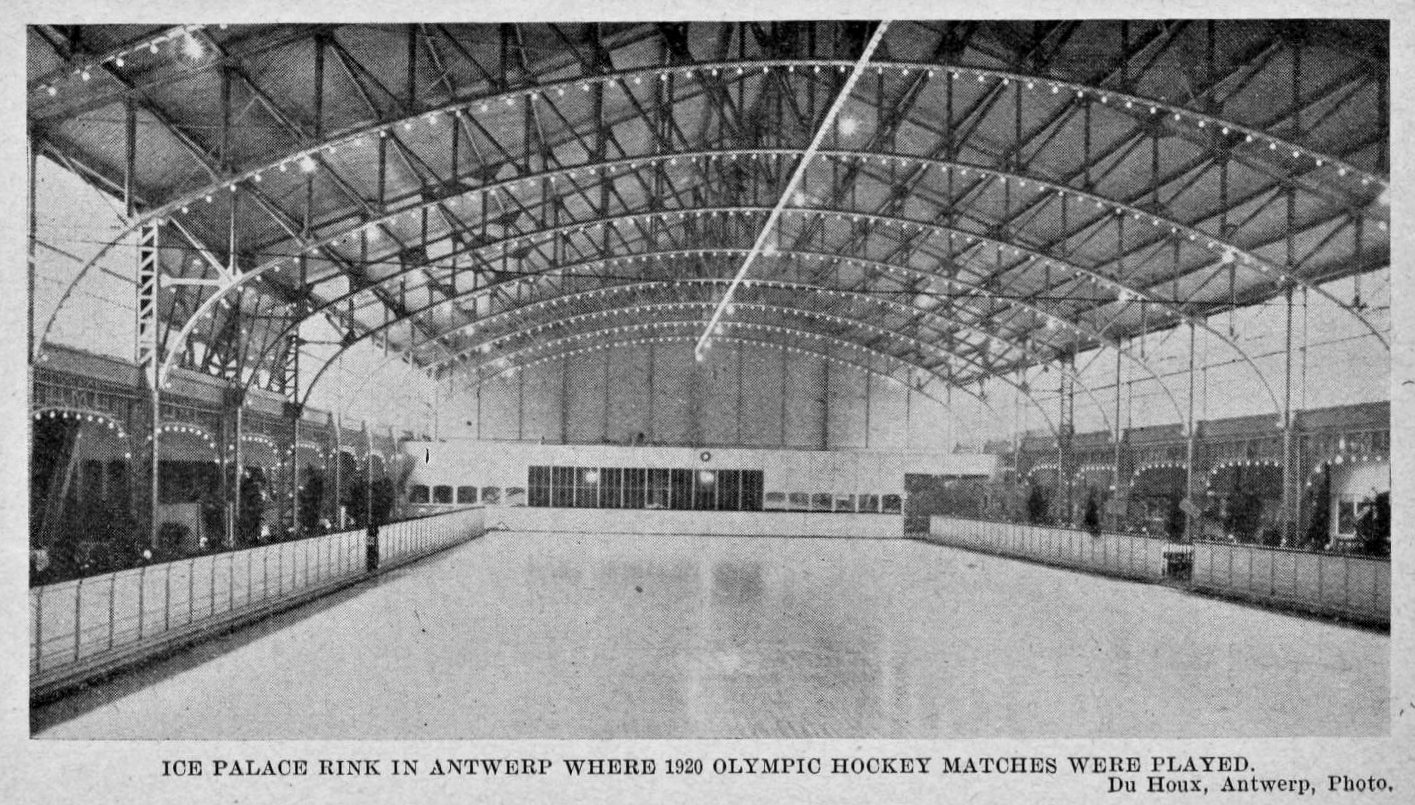
Ледовая арена Олимпиады 1920 года

«Ледовый павильон Хака» расположен в «Спортивной зоне Армандо Абадиа» (Zona Deportiva Armando Abadía).
Это многофункциональное сооружение, которое позволяет сочетать спортивные и культурные мероприятия.
Павильон Хака — единственный в Испании, в котором есть два катка; один олимпийских размеров (60 х 30 м) и другой развлекательный (50 х 20 м). Фиксированная вместимость составляет 1 900 мест с возможностью увеличения до 3 579 зрителей. Здание отличается своей структурой в виде торического купола, образованного мембраной, в которой чередуются непрозрачные, стеклянные и стальные конструкции. Купол гармонично вписывается с соседней горой Пенья-Ороэль и пиками пиренейских гор. Арена построена в духе ледовой арены Олимпийских игр 1920 года.

## Строительство
Новый павильон был построен рядом с существующим, построенным в 1972 году и являющимся старейшим в Испании.
В первую очередь, приоритетным использованием ледовой арены было занятия ледовыми видами спорта и организация официальных международных спортивных соревнований в соответствии с требованиями международных федераций конькобежного спорта (ISU), хоккея с шайбой (IIHF) и кёрлинга (ICF).
14 октября 2004 года жюри, состоящее из технических и политических представителей учреждений, участвовавших в этом проекте, выбрало проект, представленный архитектурным бюро Coll-Barreu.
Офисы компании Arup в Испании и Италии в сотрудничестве с Coll-Barreu разработали его структурный вид, эквивалентный тороидальной секции, геометрической фигуре, похожей на пончик.
11 мая 2005 года компания VIAS право на строительство первой очереди здания. Строительство арены должно было завершено до 18 февраля 2007 года к открытию зимнего Европейского юношеского олимпийского фестиваля.
После соревнований арена была некоторое время закрыта и официальное её открытие было в 2008 году

## Спортивные мероприятия

### Хоккей
- Группа А Континентального кубка 2010/2011
- Группа В Второго дивизиона чемпионата мира по хоккею с шайбой 2014 года
- Группа В второго дивизиона чемпионата мира по хоккею с шайбой среди молодёжных команд 2014 года
- Группа В второго дивизиона чемпионата мира по хоккею с шайбой среди молодёжных команд 2015 года
- Группа В второго дивизиона чемпионата мира по хоккею с шайбой (женщины) 2015 года
- Группа В второго дивизиона чемпионата мира по хоккею с шайбой (женщины) 2016 года
- Группа А Второго дивизиона чемпионата мира по хоккею с шайбой 2016 года
- Группа В Континентального кубка 2016/2017
- Квалификация первого дивизиона чемпионата мира по хоккею с шайбой среди юниорских команд 2019 (женщины)[4]
- Группа А второго дивизиона чемпионата мира по хоккею с шайбой (женщины) 2022 года
- Группа А Континентального кубка 2023/2024